# Farní sbor Českobratrské církve evangelické ve Varnsdorfu
Farní sbor Českobratrské církve evangelické ve Varnsdorfu byl sborem Českobratrské církve evangelické ve Varnsdorfu. Sbor spadal pod Liberecký seniorát.
Od roku 1946 existovala ve Varnsdorfu kazatelská stanice ČCE, roku 1948 byl založen samostatný sbor. Od 1. ledna 2024 je sbor sloučen se sborem v Rumburku.
Farářem sboru byl před sloučením Richard Vlasák a kurátorem Evžen Šmidt.